# Ladislav Hohoš
Ladislav Hohoš (* 7. listopadu 1948) je slovenský neomarxistický filosof a futurolog. Předmětem jeho zájmu jsou otázky sociální filosofie a vědeckotechnického vývoje. Je zakládajícím členem a předsedou slovenské Futurologické společnosti (od roku 2010) a zakládajícím členem společnosti Network for Critical Studies of Global Capitalism (2011).
Otevřeně kritizuje liberalismus a kapitalismus (volný trh), přičemž podporuje myšlenky sociálnědemokratických (socialistických) a komunistických alternativ tohoto společenského a ekonomického systému.

## Studium a vědecká kariéra
V letech 1963 – 1967 studoval na Gymnáziu Novohradská v Bratislavě. V letech 1967 – 1973 absolvoval studium na Filozofické fakultě Univerzity Komenského v Bratislavě (FiF UK) dvojoboru filosofie – anglistika (Mgr.). V roku 1973 nastoupil jako interní vědecký aspirant na Katedru marxisticko-leniniské filosofie FiF UK, kde v roku 1975 získal pozici odborného asistenta. Rigorózní řízení absolvoval v roce 1976 (PhDr.) a disertaci v roku 1981 (CSc.). V roce 1987 byl jmenován Docentem v oboru filosofie. Působí jako docent na Katedře filozofie FiF UK, kde vyučuje sociální a politickou filosofii.

## Dílo
- Svet v bode obratu : o protirečivosti vývoja civilizácie v 20. a na začiatku 21. storočia (Ľubomír Belás, Peter Dinuš, Dominika Dinušová, Ladislav Hohoš, František Škvrnda). Bratislava: VEDA, vydavateľstvo Slovenskej akadémie vied, 2019. ISBN 978-80-224-1768-6.
- Október 1917 a súčasnosť: majú dejiny cestovný poriadok? Historické trajektórie a predpovede (Peter Dinuš, Ladislav Hohoš, Marek Hrubec, a kol.). Bratislava: VEDA, vydavateľstvo Slovenskej akadémie vied, 2018
- "Civilizácia na rázcestí" po polstoročí (Peter Dinuš, Ladislav Hohoš, Ivan Laluha, Jiří Loudín, Oleg Suša, Ilona Švihlíková, Leopold Tanner, Peter Dinuš). Bratislava: VEDA, 2018. 253 s. ISBN 978-80-224-1689-4.
- Riziková společnost a globální ohrožení: ke kritické teorii Ulricha Becka (Oleg Suša, Marek Hrubec, Ladislav Hohoš, Jan Keller, Martin Kopecký, Jiří Loudín, Richard Sťahel, František Škvrnda, Oleg Súša a další). Praha: Sociologické nakladatelství, 2017
- Revoluce nebo transformace? (Peter Dinuš, Ladislav Hohoš, Marek Hrubec a kol.). Bratislava: Veda/Praha: Filosofia, 2014. 286 s. ISBN 978-80-224-1371-8.
- MAREK HRUBEC: Od zneuznání ke spravedlnosti. Kritická teorie globální společnosti a politiky (Ladislav, Hohoš). In: Filozofia. Roč. 67, č. 2 (2012), s. 170-173
- Svet v bode obratu: Systémové alternatívy kapitalizmu koncepcie, stratégie, utópie (Ladislav Hohoš, Peter Dinuš). Bratislava: VEDA, vydavateľstvo Slovenskej akadémie vied, 2011. 312 s. ISBN 978-80-224-1227-8.
- Michel Henry: Reflexie o marxovej filozofii (Ladislav Hohoš). In: Filozofia. Roč. 64, č. 9 (2010), s. 833-844
- Súčasná kríza: fikcia verzus realita. In: Slovo. (2010)
- Latinská Amerika oknom do budúcnosti? In: Slovo (2010)
- Globálna nerovnosť: spravodlivosť a právo v podmienkach globalizácie. In: Filozofia. Roč. 63, č. 3 (2008)
- Sociální kritika v éře globalizace: odstraňování sociálně-ekonomických nerovností a konfliktů (Marek Hrubec, Ladislav Hohoš a kol.). Praha: Filosofia, 2008
- Zabudnuté výročie a nedokončený príbeh. In: Slovo, 2007
- Fiktívne stretnutie dvoch osvietencov. In: Knihy a spoločnosť, 2006
- Obraz Marxa u Fromma. In: Knihy a spoločnosť, 2005
- HOVORIŤ O ZÁNIKU NÁRODNÉHO ŠTÁTU JE PREDČASNÉ. In: Listy SFPA : spravodaj Slovenskej spoločnosti pre zahraničnú politiku. Roč. 8, č. 7-8, 2004
- Na slovíčko s doc. PhDr. Ladislavom Hohošom, CSc.: filozofom a futurológom z Katedry filozofie Univerzity Komenského v Bratislave (Jaroslava Roguľová). In: História. Roč. 2, č. 4, 2002
- Budúcnosť sveta a Slovenska. In: Literárny týždenník. Roč. 14, č. 14, 2001
- DEFINITÍVNE VYVRÁTENIE SOCIALIZMU (centrálne plánovaného hospodárstva). In: Slovo, 2000
- V polovici polstoročia obratu : futurológovia o zániku či premene civilizácie. In: Slovo, 1999
- Filozofické zdroje ľudských práv a ich aktuálna interpretácia: (Právo a futurológia). In: Ľudské práva a právny status na prelome tisícročí. Bratislava: Veda, 1999
- Hnutie za priamu demokraciu vo svete. In: Parlamentný kuriér. Roč. 6, č. 47, 1998
- Slovensko potrebuje naozajstnú pomoc. In: Kultúra. Roč. 1, č. 27-28, 1998
- Ad: A. Toffler. In: Kritika & Kontext. Roč. 3, č. 3-4,1998
- Naozaj potrebujeme pozvánku do NATO: O integrácii SR do bezpečnostných štruktúr. In: Extra. Roč. 6, č. 19, 1997
- Právo a výzva postmodernej situácie. In: Právny obzor. Roč. 80, č. 3, 1997
- Boj o ľavicovú alternatívu. In: Extra, 1997
- Kto zjednotí ľavicu? In: Extra, 1996
- Budúcnosť práce. In: Extra, 1996
- Hľadanie novej ekonomickej a ekologickej paradigmy. In: Filozofia. Roč. 51, č. 2, 1996
- THE FUTURE OF EDUCATION AND THE FUTURE OF THE WORLD. In: Prognoses of the education development and educational level of the population . Bratislava: Institute of Information and Prognoses of Education, 1996
- Informačné diaľnice do budúcnosti. In: Nové slovo bez rešpektu. Roč. 5, č. 23, 1995
- Kompetencie nekompetentných : Skutočná politická trieda sa ešte nestačila vytvoriť. In: Extra, 1995
- Protislovenské sprisahanie? In: Extra, 1995
- Právny štát v postmodernej (?) dobe. In: Právny obzor. Roč. 78, č. 5, 1995
- HĽADANIE NOVEJ EKONOMICKEJ A EKOLOGICKEJ PARADIGMY. In: Úcta k životu. Zvolen: Technická univerzita, 1995
- K. R. POPPER: BÍDA HISTORICIZMU (Ladislav Hohoš). In: Organon F: filozofický časopis. Roč. 2, č. 1, 1995
- Do roka a do dňa. In: Nové slovo bez rešpektu. Roč. 3, č. 21, 1993
- Vedel to už Aristoteles: Nespravodlivosť nenapravíme nespravodlivosťou. In: Nové slovo. Roč. 2, č. 19, 1992
- Ekonomika a spravodlivosť: O teórii sociálnej spravodlivosti J. Rawlsa. In: Literárny týždenník. Roč. 4, č. 44, 1991
- Vedecko-technická revolúcia a perspektívy mládeže (Stanislav Sládek, Ladislav Hohoš; Ladislav Černý, Jozef Pernecký). Bratislava: Smena, 1989
- KATEGORIÁLNY STATUS ĽUDSKEJ ČINNOSTI. In: Filozofia. Roč. 43, č. 1, 1988
- Z DISKUSIE NA TEORETICKOM SEMINÁRI SFS K OTÁZKAM PRESTAVBY FILOZOFIE. In: Filozofia. Roč. 43, č. 2, 1988
- Vedecko-technická revolúcia a jej kultúrne súvislosti. In: Sociológia. Roč. 19, č. 1, 1987
- FILOZOFICKÉ PROBLÉMY TECHNIKY. In: Filozofia. Roč. 42, č. 5, 1987
- Kultúra a civilizácia: vedecko-technická revolúcia ako socialistický fenomén. In: Filozofia. Roč. 42, č. 1, 1987
- Stratégia urýchlenia a prestavba socialistických spoločenských vzťahov. In: Filozofia. Roč. 42, č. 2, 1987
- Vedecko-technická revolúcia a budúcnosť ľudstva (Emil Duda, Peter Valický, Ladislav Hohoš). In: Filozofia. Roč. 41, č. 3, 1986
- Kultúra a civilizácia. In: Výtvarný život. Roč. 31, č. 7, 1986
- Výrobné sily ako vývoj špecificky ľudskej schopnosti vyrábať : (Niekoľko poznámok na záver diskusie). In: Filozofia. Roč. 41, č. 1, 1986
- Hodnotový zmysel spoločenského pokroku a socializmus. In: Filozofia. Roč. 41, č. 3, 1986
- Uvedomelé konanie a rozvoj osobnosti (Ladislav Hohoš; D. A. Kiknadze). In: Filozofia. Roč. 40, č. 1, 1985
- Vedecko-technická revolúcia a budúcnosť ľudstva. Bratislava: Pravda, 1985. 264 s.
- Spoločenská zodpovednosť (Ladislav Hohoš ; A.F. Plachotnyj). In: Filozofia. Roč. 38, č. 1, 1983
- O VZŤAHU FILOZOFIE A SOCIÁLNEHO POZNANIA (Etela Farkašová, Ladislav Hohoš). In: Filozofia. Roč. 36, č. 2, 1981[6]